# Giovanni Montauti
Giovanni Montauti (Firenze, 5 giugno 1852 – Lucca, 26 novembre 1926) è stato un politico italiano.
Fu eletto per la prima volta nel 1904 e successe all'on. Serra. Fu molto assiduo alle sedute parlamentari occupandosi con vantaggio degli interessi generali e parziali del suo collegio. Ha preso parte a moltissime commissioni ed è stato relatore di diverse leggi. In particolare a lui è dovuta l'istituzione del comune di Forte dei Marmi che fino al 1914 era compreso nel comune di Pietrasanta.
Durante la sua vita ha rivestito molte cariche onorifiche ed elevate:
- Vice Presidente del consiglio provinciale di Lucca;
- Colonnello bersaglieri in riserva; 
- Presidente dei RR. Spedali ed ospizi riuniti della provincia di Lucca;
- Presidente della giunta di vigilanza dell'istituto tecnico;
- Presidente del Tiro a Segno Nazionale;
- Presidente della "Dante Alighieri" di Lucca;
- Membro del Comitato forestale e del Consiglio Provinciale Scolastico;
- Consigliere della Camera di Commercio;
- Membro della Commissione Arbitrale per l'emigrazione.